# Novio a la vista
Novio a la vista è un film del 1954 diretto da Luis García Berlanga.